# BlackBerry OS
BlackBerry OSとは、ブラックベリーが開発していたBlackBerryシリーズのスマートフォン向けモバイルオペレーティングシステムである。マルチタスクを提供し、トラックホイール、トラックボールや最近のトラックパッド、タッチスクリーンといったRIMが携帯機器で採用している特殊な入力機器に対応している。
BlackBerryはMIDP 1.0や、BlackBerry Enterprise Serverを使用してMicrosoft ExchangeやLotus DominoやGroupWiseにある電子メール、カレンダー、タスク、ノート、連絡先の同期や完全な無線アクティベーションが可能なもっと新しいMIDP 2.0のサブセットを使った企業電子メールのネイティブに対応していることがおそらく最も知られている点である。また、このオペレーティングシステム (OS) はWAP 1.2にも対応している。
OSのアップデートはBlackBerry over the air software loading (OTASL) サービスにタイプしている無線キャリアによって自動的に行うことができる。
サードパーティー開発者は使用可能なBlackBerry APIクラスを使ってソフトウェアを開発できるが、特定の機能を使うアプリケーションの場合デジタル署名をしなければならない場合がある。
2011年6月からの調査によると開発者の約45%が公表時点でこのプラットフォームを使用していることが分かった。
後継となるBlackBerry 10の2013年1月でのリリースをもって、BlackBerry OSの開発は打ち切られた。2022年1月4日にサポート終了。

## 対応しているデバイス
RIMによるOSのアップデート時、対応デバイスやリリース時期は各キャリアが決めている。
|  | 終了 |  | 古いが、最新バージョンにアップデート可能な発売中デバイス |  | 最新 |  | 予定 |

| バージョン | BlackBerry 8000シリーズの中で対応しているデバイス              |
| ---------- | -------------------------------------------------------------- |
| 4.5        | BlackBerry 8100と8800シリーズ、BlackBerry Curve 8300/8310/8320 |
| 4.6        | BlackBerry Pearl Flip.                                         |
| 5.0        | BlackBerry Curve 8330/8350i/8520/8530/8900.                    |

| バージョン | BlackBerry 9000シリーズの中で対応しているデバイス                                                                                |
| ---------- | --- |
| 5.0        | BlackBerry Bold 9000, BlackBerry Storm, BlackBerry Storm 2 and BlackBerry Tour.                                                  |
| 6.0        | BlackBerry Bold 9650/9700/9780, BlackBerry Curve 9300/9330, BlackBerry Pearl 9100, BlackBerry Style 9670, BlackBerry Torch 9800. |
| 7.0        | BlackBerry Bold 9790/9900/9930, BlackBerry Curve 9350/9360/9370/9380/9220/9320, BlackBerry Torch 9810/9850/9860.                 |
| 7.1        | BlackBerry Bold 9790/9900/9930, BlackBerry Curve 9350/9360/9370/9380/9220/9320, BlackBerry Torch 9810/9850/9860.                 |

## BlackBerryフォント
以下のフォントはBlackBerryの幾つかのバージョンに含まれている（古いバージョンでは含まれていないフォントもあり）:
| - Andalé Mono - Arial - BBAlpha Sans - BBAlpha Sans Condensed - BBAlpha Serif - BBCAPITALS - BBCCasual - BBClarity | - BBCondensed - BBGlobal Sans - BBGlobal Serif - BBMilbank - BBMilbank Tall - BBSansSerif - BBSansSerifSquare - BBSerifFixed | - Comic Sans MS - Courier New - Georgia - Impact - Tahoma - Times New Roman - Trebuchet MS - Verdana |

BBAlphaSansとBBAlphaSerifは自由ソフトウェアのDejaVuフォントが元になっている。

## BlackBerry Tablet OS
2010年9月27日、RIMはBlackBerry PlayBookタブレットで動く、QNX型プラットフォームであるBlackBerry Tablet OSを発表した
QNXは現在BlackBerry Tablet OSに含まれているが、2013年1月30日リリース予定の次世代BlackBerry 10に組み込まれるとされる。RIMはこのOSを他の携帯機器メーカーにライセンスする方針である可能性がある。